# 第三次全国総合開発計画
第三次全国総合開発計画（だいさんじぜんこくそうごうかいはつけいかく）とは、旧国土総合開発法（現在は国土形成計画法、昭和25年5月26日法律第205号）に基づく第3次の全国総合開発計画である。略称は三全総。
経済の安定成長や国土資源・エネルギーの有限性の顕在化等を背景に策定され、1977年（昭和52年）11月4日、福田赳夫内閣において閣議決定された。

## 計画の背景とねらい
新全国総合開発計画（新全総）の期間中であった昭和40年代後半から50年代初頭にかけて、日本は2度のオイルショックに見舞われ、福田赳夫首相によると『全治三年』のダメージを負った。
世界を見渡しても、ローマクラブ『成長の限界』、シューマッハの『スモールイズビューティフル』、国連人間居住会議「バンクーバー宣言」など、省資源・省エネルギー重視の流れがあった。
大都市対地方の関係をみると、この計画が策定されたころ、景気低迷もあって地方圏から大都市圏への人口移動が沈静化するなかで、財政難とも相まって地方自立の機運が高まるなど、つかの間の「地方の時代」が実現した。1979年には平松守彦・大分県知事の提唱により「一村一品運動」が始まっている。
一方、東京をはじめとする大都市圏は、経済のサービス化・ソフト化や国際化への対応を着実に図りつつあり、ダニエル・ベルのいう『脱工業化社会』への動きを強めていた。
こうした背景から、大規模プロジェクト構想や通信網整備等の目標を掲げた新全総は現実との乖離が大きくなりつつあった。

## 内容
内容としては、当時の社会経済情勢に対応し、人間と自然との調和のとれた「人間居住の総合的環境」を計画的に整備することを基本的目標とし、開発のコンセプトとして「定住圏構想」を提起している。基調としては、大都市抑制、地方振興である。
さらに、福田赳夫内閣の後継の大平正芳内閣は「田園都市国家」を掲げた。
目標年次は1977年（昭和52年）からおおむね10年間とされた。

## 評価
三全総は、現在でもその理念はかなり完成度が高いという評価がある。しかし、実際の行政上の国土計画に十分に反映されたとは言いがたく、中途半端のまま計画期間が終了した。また、田園都市国家を提唱した大平正芳の急逝もブレーキとなった。